# Åsmund Kämpabane
Åsmund Kämpabane var son till kung Budle och fosterbror till Orvar-Odd. Han räddades ur dödens käftar av Orvar-Odd och dräpte i holmgång sin egen bror Hildebrand, som han stött på under en vikingafärd och inte känt igen. När Åsmund kom hem för att äkta sin trolovade skulle denna just gå i brudstol med en inkräktare, som dock blev ihjälslagen av den som okänd bröllopsgäst uppträdande Åsmund.
Denne Åsmund kan vara densamme som förekommer i sägnen om jätteskeppet Gnod, som han i så fall skall ha styrt och som var det största i världen.